# Gaean Reach
Il Gaean Reach, a volte tradotto come Distesa gaeana o Dominazione Gaenica, è un'immaginaria regione dello spazio dove Jack Vance ha ambientato alcune delle sue opere di fantascienza.
Tutti i suoi cicli e le opere autonome che sono evidentemente ambientate nell'universo del Gaean Reach, sia all'interno dei suoi confini che al di fuori, sono stati catalogati come ciclo o super-ciclo del Gaean Reach.
Il Gaean Reach comprende tutti i mondi colonizzati da esseri umani tra i quali il commercio e i viaggi fluiscono - per la maggior parte - liberamente.
Il suo nome apparentemente significa "il campo (reach) [della gente proveniente dalla] Terra (Gaea)"; potrebbe anche essere derivato dall'Inglese antico 'rice' (pronouncia reech-e), che significa 'regno' (cfr. tedesco reich).
Alcuni di questi mondi sono avanzati e cosmopoliti, come ad esempio Alphanor, altri, come Thamber, sono abitati da persone naufragate e dimenticate che sono tornate al feudalesimo.
Alcuni, come il mondo di Wyst nell'Ammasso di Alastor, hanno innegabilmente strane culture e costumi.
L'epoca del Gaean Reach copre molti secoli, se non millenni, in un tempo indeterminato del futuro. 
Date specifiche sono indicate nei primi libri del ciclo dei Principi Demoni, ma non negli altri.
L'insieme dei mondi colonizzati dalla civiltà umana, nei Principi Demoni, è l'Oikumene, che può essere visto come un precursore o una variante del Gaean Reach.
Il Reach è menzionato nei tre libri di Alastor, ne Le cronache di Cadwal e in Fuga nei mondi perduti  e Lurulu, come pure in opere singole, quali Crociata spaziale,  La fiamma della notte, Maske: Thaery e Il principe grigio, dove è definito come segue: 
(Jack Vance, The Gray Prince. A Science Fiction Novel, Avon, New York, 1975, p. 5)